# LBV 1806-20
LBV 1806-20 là một ngôi sao dạng biến quang màu xanh lam với khối lượng 65 lần Khối lượng Mặt trời trong chòm sao Sagittarius.

Kích thước của LBV 1806-20 và Mặt Trời